# Diocesi di Belize-Belmopan
La diocesi di Belize-Belmopan (in latino Dioecesis Belizepolitana-Belmopana) è una sede della Chiesa cattolica in Belize suffraganea dell'arcidiocesi di Kingston in Giamaica. Nel 2023 contava 171.000 battezzati su 427.000 abitanti. La sede è vacante.

## Territorio
La diocesi comprende tutto il territorio del Belize.
Sede vescovile è la città di Belize, dove si trova la cattedrale del Santissimo Redentore. A Belmopan sorge la concattedrale di Nostra Signora di Guadalupe.
Il territorio si estende su 22.963 km² ed è suddiviso in 13 parrocchie.

## Storia
La prefettura apostolica dell'Honduras britannico fu eretta il 10 giugno 1888, ricavandone il territorio dal vicariato apostolico di Giamaica (oggi arcidiocesi di Kingston in Giamaica).
Il 3 gennaio 1893 la prefettura apostolica fu elevata a vicariato apostolico in forza del breve Ex hac Beati Petri di papa Leone XIII.
Il 15 dicembre 1925 assunse il nome di vicariato apostolico del Belize.
Il 29 febbraio 1956 il vicariato apostolico fu elevato a diocesi con la bolla Cum Christus di papa Pio XII. Originariamente la diocesi era immediatamente soggetta alla Santa Sede; verso la fine degli anni Sessanta entrò a far parte della provincia ecclesiastica di Kingston in Giamaica.
Il 31 dicembre 1983 ha assunto il nome attuale.

## Cronotassi dei vescovi
Si omettono i periodi di sede vacante non superiori ai 2 anni o non storicamente accertati.
- Salvatore di Pietro, S.I. † (10 giugno 1888 - 23 agosto 1898 deceduto)
- Frederick Charles Hopkins, S.I. † (17 agosto 1899 - 10 aprile 1923 deceduto)
- Joseph Aloysius Murphy, S.I. † (11 dicembre 1923 - 16 luglio 1938 dimesso)
- William Aloysius Rice, S.I. † (19 novembre 1938 - 28 febbraio 1946 deceduto)
  - Sede vacante (1946-1948)
- David Francis Hickey, S.I. † (10 giugno 1948 - 1º agosto 1957 dimesso[1])
- Robert Louis Hodapp, S.I. † (2 marzo 1958 - 11 novembre 1983 dimesso)
- Osmond Peter Martin † (11 novembre 1983 - 18 novembre 2006 ritirato)
- Dorick McGowan Wright † (18 novembre 2006 - 26 gennaio 2017 dimesso)
- Lawrence Sydney Nicasio † (26 gennaio 2017 - 1º gennaio 2024 deceduto)

## Statistiche
La diocesi nel 2023 su una popolazione di 427.000 persone contava 171.000 battezzati, corrispondenti al 40,0% del totale.
| anno | popolazione | popolazione | popolazione | presbiteri | presbiteri | presbiteri | presbiteri                | diaconi | religiosi | religiosi | parrocchie |
| anno | battezzati  | totale      | %           | numero     | secolari   | regolari   | battezzati per presbitero | diaconi | uomini    | donne     | parrocchie |
| ---- | ----------- | ----------- | ----------- | ---------- | ---------- | ---------- | ------------------------- | ------- | --------- | --------- | ---------- |
| 1948 | 35.263      | 59.220      | 59,5        | 28         | 4          | 24         | 1.259                     |         | 18        | 96        | 9          |
| 1959 | 53.000      | 88.000      | 60,2        | 31         | 3          | 28         | 1.709                     |         | 28        | 116       | 10         |
| 1966 | 70.000      | 109.303     | 64,0        | 33         | 8          | 25         | 2.121                     |         | 30        | 125       | 10         |
| 1970 | 74.500      | 119.645     | 62,3        | 36         | 8          | 28         | 2.069                     |         | 36        | 99        | 12         |
| 1976 | 85.000      | 140.000     | 60,7        | 41         | 12         | 29         | 2.073                     |         | 38        | 86        | 12         |
| 1980 | 93.000      | 155.100     | 60,0        | 38         | 9          | 29         | 2.447                     | 1       | 39        | 80        | 12         |
| 1990 | 115.650     | 185.725     | 62,3        | 42         | 13         | 29         | 2.753                     | 1       | 35        | 81        | 13         |
| 1999 | 132.940     | 230.000     | 57,8        | 42         | 16         | 26         | 3.165                     | 1       | 36        | 68        | 13         |
| 2000 | 132.940     | 230.000     | 57,8        | 43         | 17         | 26         | 3.091                     | 1       | 34        | 47        | 13         |
| 2001 | 132.940     | 249.800     | 53,2        | 43         | 16         | 27         | 3.091                     | 1       | 33        | 59        | 13         |
| 2002 | 132.940     | 249.800     | 53,2        | 40         | 18         | 22         | 3.323                     | 3       | 32        | 61        | 13         |
| 2003 | 132.940     | 265.200     | 50,1        | 47         | 28         | 19         | 2.828                     | 2       | 27        | 60        | 13         |
| 2004 | 208.949     | 273.700     | 76,3        | 31         | 16         | 15         | 6.740                     |         | 18        | 57        | 13         |
| 2006 | 218.938     | 287.730     | 76,1        | 30         | 17         | 13         | 7.297                     | 5       | 16        | 49        | 13         |
| 2012 | 157.573     | 318.986     | 49,4        | 37         | 13         | 24         | 4.258                     | 4       | 29        | 52        | 14         |
| 2015 | 164.019     | 360.838     | 45,5        | 36         | 9          | 27         | 4.556                     | 3       | 31        | 49        | 12         |
| 2018 | 150.250     | 374.681     | 40,1        | 38         | 5          | 33         | 3.953                     | 2       | 45        | 59        | 13         |
| 2020 | 157.840     | 394.370     | 40,0        | 38         | 5          | 33         | 4.153                     | 2       | 45        | 59        | 13         |
| 2022 | 166.500     | 416.000     | 40,0        | 38         | 5          | 33         | 4.381                     | 2       | 45        | 59        | 13         |
| 2023 | 171.000     | 427.000     | 40,0        | 38         | 5          | 33         | 4.500                     | 2       | 45        | 59        | 13         |